# Inés Santé Riveira
Inés Santé Riveira, (Ferrol, 29 de  noviembre de 1976) es una profesora, inventora e investigadora española, profesora del área de Ingeniería Cartográfica, Geodésica y Fotogrametría del Departamento de Ingeniería Agroforestal de la Universidad de Santiago de Compostela.
Actualmente Directora General de Desenvolvemento y de la Agencia Galega de Desenvolvemento Rural en la Consellería de Medio Rural de la  Junta de Galicia.
Ocupó la Dirección del Instituto de Estudos do Territorio de la Junta de Galicia desde el 5 de junio de 2015 hasta el 15 de noviembre de 2018.

## Trayectoria académica, científica y de investigación
Doctora en ingeniería agrónoma por la Universidad de Santiago de Compostela, Premio Extraordinario de Doctorado por una tesis sobre planificación de los usos del suelo rural, y licenciada con Matrícula de Honor. Su Proyecto Fin de Carrera obtuvo el Premio a la Iniciativa Empresarial de la CEL para proyectos de investigación. Título PFC: "Aplicación de las nuevas tecnologías SIG y Web a la ingeniería rural y agronómica”. Es miembro del Laboratorio del Territorio (LaboraTe), que está integrado en el grupo de investigación GI-1934-TB (Territorio y Biodiversidad) de la USC. Su actividad investigadora se ha desarrollado fundamentalmente dentro de los campos de la ordenación del territorio, sistemas de ayuda a la decisión espacial, SIG-web; Public Participation GIS (PPGIS); modelos y técnicas de ordenación territorial (análisis multicriterio, optimización heurística y modelos urbanos basados en autómatas celulares). Ha sido, en el curso 2014-15, coordinadora del Máster Universitario de la USC en Gestión Sostenible de la Tierra y del Territorio.
Ha sido investigadora en 93 proyectos y contratos de investigación, también coautora de más de 60 trabajos de investigación. Los resultados de estas investigaciones se han publicado en revistas científicas internacionales del JCR, siete libros, nueve capítulos de libro y otras publicaciones en temas de SIG y planificación territorial. Recibió el premio a uno de los 10 artículos más citados publicados por Landscape and Urban Planning en el periodo 2009-2011 por el artículo Cellular automata models for the simulación of real-world urban processes: a review and analysis. Es autora del libro “Diseño de una metodología y un sistema de ayuda a la decisión espacial para la planificación de los usos del suelo rural”.
Como directora del Instituto de Estudios del Territorio de la Junta de Galicia coordinó los trabajos para la elaboración y aprobación del Catálogo das paisaxes de Galicia (Decreto 119/2016), la Guía de Cor e Materiais de Galicia y la Guía de caracterización e integración paisaxística de valados.  El Catálogo das paisaxes de Galicia fue seleccionado como candidatura española a la 5ª edición del Premio del Paisaje del Consejo de Europa y reconocido por el Comité de Ministros del Consejo de Europa como parte de la Alianza del Premio de Paisaje del Consejo de Europa 2017. 
Es inventora cotitular de 6 herramientas de software registradas en el Registro de patentes y Marcas:
- Aplicación para la delimitación de núcleos rurales
- OpenRules (Open RUral Land-use Exploration System)
- ESIXE 2: Aplicación SIG de gestión de espacios en grandes organizaciones
- ESIXE, Extensión SIX para a Xestión de Espazos
- RULES. Sistema de Ayuda a la Decisión Espacial para la planificación de los usos del suelo rural.[6]
- SIPAG v1.0

Es revisora en más de 10 revistas JCR:
- International Journal of Geographical Information Systems
- Landscape and Urban Planning
- International Journal of Environmental Research and Public Health
- International Journal of Biomathematics
- Computers, Environment and Urban Systems
- Cities
- Applied Software Computing
- Computers & Electronics in Agriculture
- Annals of the Association of American Geographers
- Environment and Planning B: Planning and Design
- ISPRS International Journal of Geo-Information
- Earth Science Informatics
- GIScience & Remote Sensing